# Europees kampioenschap hockey C-landen mannen 2013
Het vijfde officiële Europees kampioenschap hockey voor C-landen (mannen) (EuroHockey Championship III) speelde zich af in de Zwitserse plaats Lausanne van 12 augustus tot en met 18 augustus 2013. Het toernooi staat onder auspiciën van de Europese Hockey Federatie.
Zwitserland en Kroatië behaalden de finale, waarin Zwitserland de Kroatische ploeg versloeg met 7 tegen 1. Beide landen kwalificeerden zich dankzij hun finaleplaats voor het Europees kampioenschap voor B-landen in 2015. Slovenië werd laatste en degradeert daarmee naar de D-landen en doet in 2015 mee aan het Europees kampioenschap voor D-landen. 

## Uitslag
1. Zwitserland (gepromoveerd naar het EK voor B-landen 2015)
2. Kroatië (gepromoveerd naar het EK voor B-landen 2015)
3. Wit-Rusland
4. Portugal
5. Gibraltar
6. Zweden
7. Turkije
8. Slovenië (gedegradeerd naar het EK voor D-landen 2015)